# برون‌کوچی

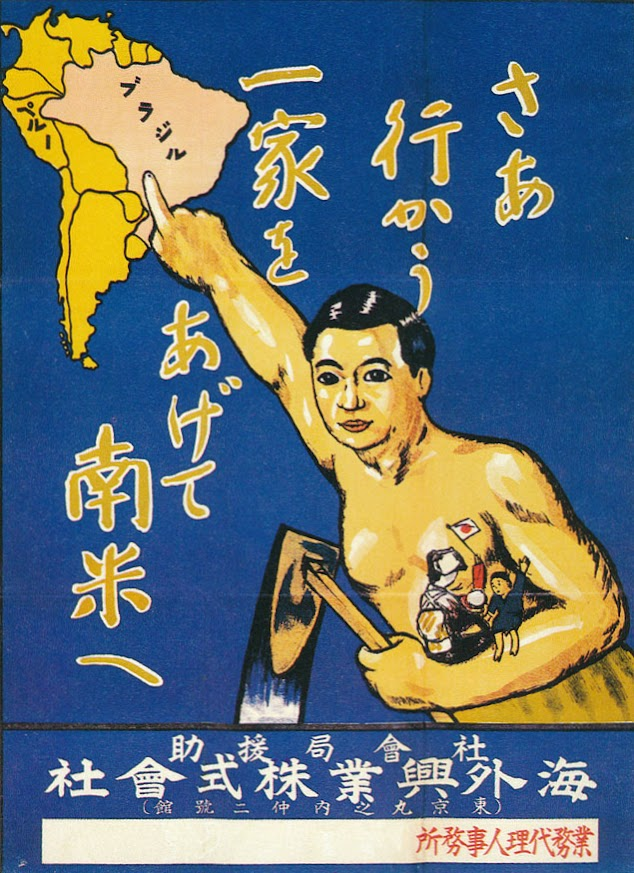
پوستر دولت ژاپن برای ترویج آمریکای جنوبی

برون‌کوچی (به انگلیسی: Emigration) عمل ترک کردن کشور یا محل سکونت به قصد مستقر شدن در مکانی دیگر است. برعکس، مهاجر شدن (به انگلیسی: Immigration) به جابجایی یک شخص به یک کشور از کشوری دیگر است. هر دو مورد به عمل مهاجرت بین ملت‌ها یا دیگر مرزهای جغرافیایی اشاره دارند.
جمعیت‌شناسان روی تأثیر عامل فشار و کشش بر مهاجرت کردن تحقیق کرده‌اند که چگونه مردم می‌توانند از یک مکان بیرون کشیده شده و به مکان دیگری جذب شوند. ممکن است تمایلی برای فرار از شرایط منفی مثل کمبود زمین یا شغل یا رفتار نابرابر وجود داشته باشد. مردم ممکن است به فرصت‌های موجود در مکان‌های دیگر جذب شوند. فرار از شرایط ظالمانه، پناهجو شدن و متقاضی پناهندگی بودن برای گرفتن پناهجویی در یک کشور خارجی ممکن است به مهاجرت دائمی منجر شوند.
مهاجرت اجباری به گروه‌هایی که مجبور به رها کردن کشور بومی خود شده‌اند اشاره دارد، مثل انتقال جمعیت از روی اجبار یا خطر پاک‌سازی قومی.